# Diploglossidae
Diploglossidae vormen een familie van hagedissen (Lacertilia).

## Naam en indeling
De wetenschappelijke naam van de groep werd voor het eerst voorgesteld door Marie Firmin Bocourt in 1873. De groep werd lange tijd als een onderfamilie (Diploglossinae) van de familie hazelwormen (Anguidae) gezien. Er zijn 52 verschillende soorten die worden verdeeld in drie geslachten.
Vroeger werden ook de geslachten Sauresia (twee soorten) en Wetmorena (een soort) erkend, maar deze drie hagedissen worden tegenwoordig aan het geslacht Celestus toegewezen.

## Uiterlijke kenmerken
De verschillende soorten lijken veel op zowel op skinken als op de hazelwormen, aan deze laatste groep zijn ze het meest verwant. Net als veel skinken en de meeste hazelwormen zijn de schubben erg glad en hebben de hagedissen meestal vier kleine pootjes. Een aantal soorten heeft helemaal geen bruikbare poten meer, zoals de vertegenwoordigers uit het geslacht Zuid-Amerikaanse hazelwormen (Ophiodes). De pootdragende soorten uit de geslachten Celestes en Diploglossus zijn te onderscheiden aan de klauwtjes van de poten. Bij Celestes- soorten zijn de klauwen volledig zichtbaar terwijl ze bij Diploglossus- soorten deels in een huidplooi geborgen zijn. Een belangrijk verschil met de gelijkende hazelwormen is dat de Diploglossidae nooit een huidplooi hebben aan de onderzijde van de flanken.

## Verspreiding en habitat
Alle soorten komen voor in delen van Midden- en Zuid-Amerika. Alle soorten zijn bodembewoners die leven in de strooisellaag of onder stenen, tussen boomwortels of in holen. Er komen binnen de familie zowel levendbarende als eierleggende soorten voor.
Veel soorten worden bedreigd doordat hun leefomgeving wordt aangetast door de mens. Een voorbeeld is Diploglossus montisserrati, die zowel onder agrarische activiteiten als door door de mens geïntroduceerde dieren te lijden heeft. Er zijn echter ook soorten die zich hebben aangepast op door de mens ingerichte gebieden, zoals cacaoplantages. Een voorbeeld is de Hispaniola-galliwasp (Celestus costatus).

## Geslachten
De familie omvat de volgende geslachten, met de auteur en het verspreidingsgebied.
| Naam                                      | Auteur         | Verspreidingsgebied |
| ----------------------------------------- | -------------- | --- |
| Celestus                                  | Gray, 1838     | Antillen, Belize, Costa Rica, Dominicaanse Republiek, El Salvador, Guatemala, Haïti, Honduras, Mexico, Nicaragua, Panama                      |
| Galliwasps (Diploglossus)                 | Wiegmann, 1834 | Bolivia, Brazilië, Colombia, Costa Rica, Cuba, Ecuador, El Salvador, Guatemala, Kleine Antillen, Mexico, Nicaragua, Panama, Peru, Puerto Rico |
| Zuid - Amerikaanse hazelwormen (Ophiodes) | Wagler, 1828   | Argentinië, Bolivia, Brazilië, Paraguay, Uruguay                                                                                              |